# Agordo
Agordo är en ort och kommun i provinsen Belluno i regionen Veneto i Italien. Kommunen hade 4 117 invånare (2018).